# تپه و قلعه خرابه مزدوران
تپه و قلعه خرابه مزدوران مربوط به سدهٔ ۵ ه.ق تا دوره صفوی است و در بین مشهد و سرخس، روستای مزدوران واقع شده و این اثر در تاریخ ۲۳ فروردین ۱۳۴۶ با شمارهٔ ثبت ۶۵۳ به‌عنوان یکی از آثار ملی ایران به ثبت رسیده است.